# Subulicystidium perlongisporum
Subulicystidium perlongisporum är en svampart som beskrevs av Boidin & Gilles 1988. Subulicystidium perlongisporum ingår i släktet Subulicystidium och familjen Hydnodontaceae.   Inga underarter finns listade i Catalogue of Life.